# NGC 5917
 NGC 5917 là một thiên hà xoắn ốc nằm trong chòm sao Thiên Bình. Nó được phát hiện bởi John Herschel vào ngày 16 tháng 7 năm 1835.